# Rob Epstein
Rob P. Epstein (Nuevo Brunswick, Nueva Jersey, 6 de abril de 1955) es un cineasta, productor y guionista estadounidense galardonado con dos premios Óscar al mejor documental largo por las películas The Times of Harvey Milk y Common Threads: Stories from the Quilt.
La mayoría de películas que ha producido o dirigido son películas biográficas documentadas bajo narrativa como Howl, protagonizada por James Franco y basado en el polémico poema de Allen Ginsberg y Milk en el que Sean Penn interpreta al político y activista LGBT: Harvey Milk además de contar con Amanda Seyfried para protagonizar un biopic sobre la ex-actriz porno Linda Lovelace.

## Filmografía
- Word is Out: Stories of Some of Our Lives — Director (1978)
- The Times of Harvey Milk — Director, Productor, Editor (1984)
- The AIDS Show — Director, Productor (1986)
- Common threads: Stories from the Quilt — Director, Productor, Guionista (1989)
- Where Are We? Our Trip Through America — Director, Productor (1989)
- The Celluloid Closet — Director, Productor, Guionista (1995)
- Párrafo 175 — Director, Productor (2000)
- Underground Zero (segment "Isaiah's Rap") — Director (2002)
- Crime & Punishment (TV Series) — Director, Productor (2002)
- An Evening with Eddie Gomez — Director (2005)
- 10 Days That Unexpectedly Changed America: Gold Rush (TV series) — Director (2006)
- Howl — Director, Guionista (2010)
- Lovelace — Director (2013)

## Premios y nominaciones
Premios Óscar
| Año  | Categoría              | Película | Resultado |
| ---- | ---------------------- | -------- | --------- |
| 2019 | Mejor documental corto | End Game | Nominado  |